# Platina
Platina is een scheikundig element met symbool Pt en atoomnummer 78. Het is een grijswit overgangsmetaal.

## Ontdekking
Door de oorspronkelijke bewoners van Amerika werd platina al lange tijd gebruikt, voordat er omstreeks 1500 voor het eerst melding van wordt gemaakt in geschriften van de Italiaan Julius Caesar Scaliger. Deze humanist beschreef platina als een wonderlijk metaal dat werd aangetroffen in (het huidige) Panama en Mexico en "onmogelijk kon worden gesmolten".
De Spanjaarden gaven het metaal de naam platino, dat betekent zilvertje. Ze troffen het in Colombia aan tussen het gedolven zilver en beschouwden het als een ongewenste verontreiniging. De klemtoon ligt in platino op de i. Merkwaardig is dat daarbij het grammaticaal geslacht veranderd is: plata is vrouwelijk, platino is mannelijk. In het Nederlands is het woord platina onzijdig.
Rondom 1740 werd platina als chemisch element ontdekt door de Spaanse astronoom Antonio de Ulloa tijdens een geografische missie naar Peru. Toen hij het platinahoudende erts mee terugnam naar Spanje werd zijn schip door de Britten onderschept. Hierdoor duurde het tot 1748 voordat er een publicatie over dit onbekende element verscheen. Los daarvan lukte het de Britse wetenschapper Charles Wood in 1741 om platina te isoleren.

## Toepassingen
Platina vindt veel toepassing in juwelen en apparatuur die hoge temperaturen en corrosieve omstandigheden moet kunnen doorstaan, zoals chemische smeltkroezen en glasovenbekledingen. Fijn verpoederd platina kan dienstdoen als katalysator. Andere toepassingen van platina zijn:
- Van 1889 tot 1960 bestond de standaardmeter in Parijs uit een legering van 90% platina en 10% iridium.
- Als definitie van de standaard-waterstofelektrode.
- Bij de productie van kunstmest, explosieven en salpeterzuur wordt platinagaas (geweven of gebreid) als katalysator gebruikt voor de oxidatie van ammoniak.
- In de petrochemische industrie wordt platina gebruikt bij o.a. de raffinage van ruwe olie en de productie van brandstoffen met hoge octaangetallen.
- De uitzettingscoëfficiënt van platina is vrijwel gelijk aan die van sommige glassoorten, waardoor het wordt toegepast bij het sealen van glaselektroden.
- Platinadraad wordt in de industrie veelvuldig gebruikt als temperatuursensor in Pt100- en Pt1000-elementen - dit slaat op platina met elektrische weerstand 100 ohm en 1000 ohm - vanwege de nauwkeurigheid en het grote temperatuurbereik.
- Platinadraad wordt ook gebruikt als thermokoppel met draad van een legering van platina en rodium, geschikt tot temperaturen van 1800 graden Celsius
- Platinadraad wordt ook gebruikt om bloedingen in de hersenen door fistels te stoppen door het blokkeren van de betrokken ader
- In legeringen met kobalt krijgt platina goede magnetische eigenschappen.
- Met iridium kunnen legeringen worden vervaardigd die bruikbaar zijn in pacemaker-elektroden en andere chirurgische implantaten.
- In auto's worden rodium, palladium en platina gebruikt als katalysator om de CO- en NOx-uitstoot te verminderen.

De verbinding cisplatine - PtCl2(NH3)2 - kan een effectief geneesmiddel zijn tegen sommige vormen van kanker, zoals leukemie en prostaatkanker.

## Opmerkelijke eigenschappen

Alchemistisch symbool voor platina

Platina is een buigzaam en kneedbaar metaal met een grijs-witte glans en dat goed bestand is tegen corrosie door cyaniden, halogenen, zoutzuur en niet aan de lucht oxideert. Omdat het metaal onschadelijk is voor mensen en niet snel dof wordt is het zeer geschikt om juwelen van te vervaardigen. Verder is platina goed bestand tegen hoge temperaturen en is het chemisch stabiel. Platina wordt hierom in industriële processen veel toegepast.
Het enige zuur waarin platina oplost is koningswater. De meest voorkomende oxidatietoestanden van platina zijn +2, +3 en +4.

## Voorkomen

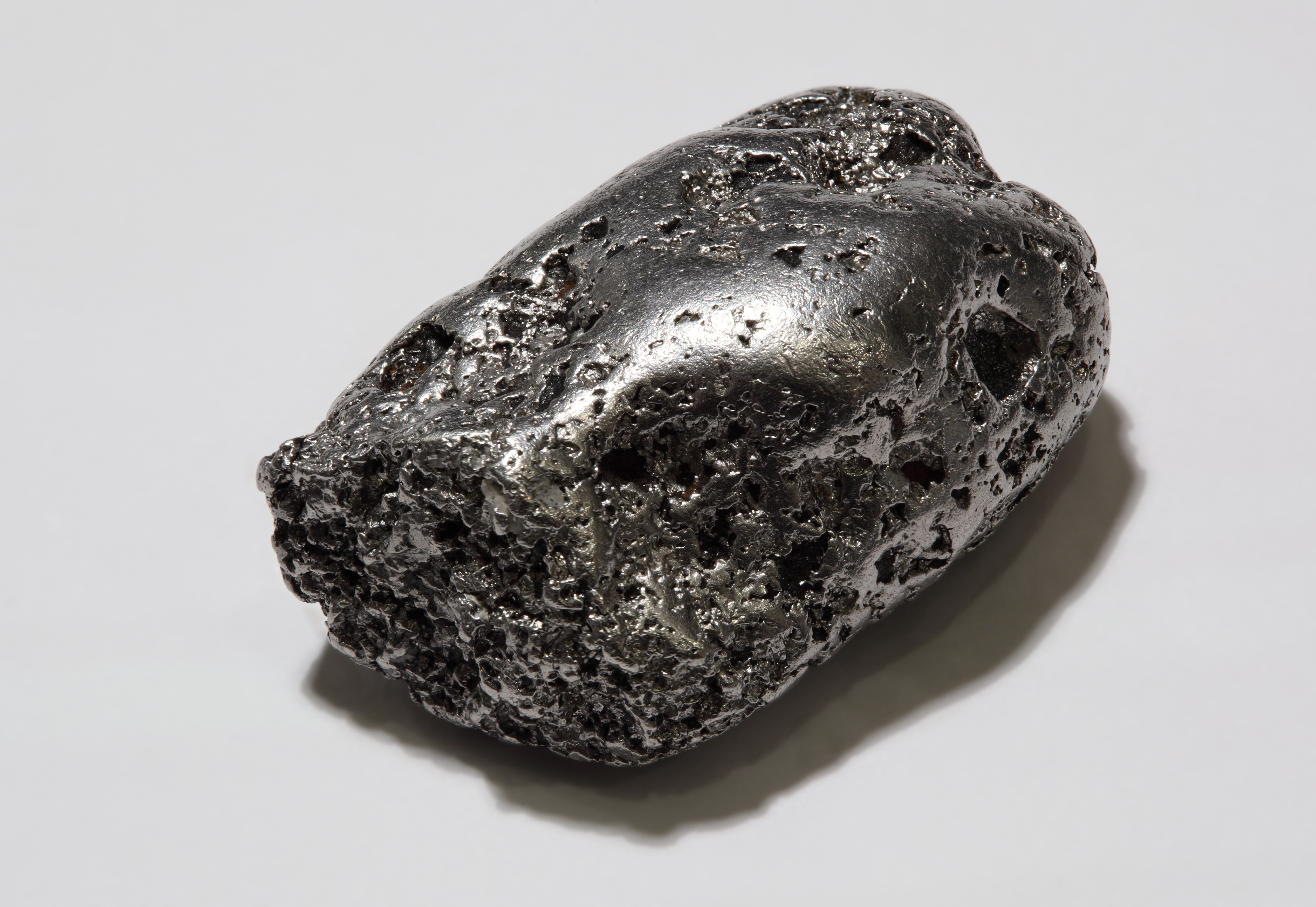
Gedegen platina, Rusland

Platina wordt zowel ongebonden als in het mineraal sperryliet in de aardkorst aangetroffen. Vaak wordt het gevonden in combinatie met andere metalen uit de platinagroep. De voornaamste vindplaatsen naast Zuid-Afrika zijn de Oeral en het Poetoranagebergte, Colombia, Ontario en het westen van de Verenigde Staten. Commercieel verkregen platina is vaak een bijproduct van de nikkelwinning, zoals bij Norilsk in het noorden van kraj Krasnojarsk in Rusland.
| Vindplaatsen en hoeveelheden | Vindplaatsen en hoeveelheden | Vindplaatsen en hoeveelheden |
| Land                         | Hoeveelheid (per jaar) (ton) | % van totaal                 |
| ---------------------------- | ---------------------------- | ---------------------------- |
| Zuid-Afrika                  | 148,3                        | 75,8                         |
| Rusland                      | 29,6                         | 15,1                         |
| Canada                       | 7,4                          | 3,8                          |
| Zimbabwe                     | 4,4                          | 2,2                          |
| Verenigde Staten             | 4,1                          | 2,1                          |
| Totaal 5 landen              | 193,8                        | 99,0                         |
| Totaal wereld                | 195,7                        | 100,0                        |

## Isotopen
| Stabielste isotopen | Stabielste isotopen | Stabielste isotopen       | Stabielste isotopen       | Stabielste isotopen       | Stabielste isotopen       |
| Iso                 | RA (%)              | Halveringstijd            | VV                        | VE (MeV)                  | VP                        |
| ------------------- | ------------------- | ------------------------- | ------------------------- | ------------------------- | ------------------------- |
| 190Pt               | 0,01                | 6,5·1011 j                | α                         | 3,249                     | 186Os                     |
| 191Pt               | syn                 | 2,96 d                    | EV                        | 1,019                     | 191Ir                     |
| 192Pt               | 0,79                | stabiel met 114 neutronen | stabiel met 114 neutronen | stabiel met 114 neutronen | stabiel met 114 neutronen |
| 193Pt               | syn                 | 50 j                      | EV                        | 0,057                     | 193Ir                     |
| 194Pt               | 32,9                | stabiel met 116 neutronen | stabiel met 116 neutronen | stabiel met 116 neutronen | stabiel met 116 neutronen |
| 195Pt               | 33,8                | stabiel met 117 neutronen | stabiel met 117 neutronen | stabiel met 117 neutronen | stabiel met 117 neutronen |
| 196Pt               | 25,3                | stabiel met 118 neutronen | stabiel met 118 neutronen | stabiel met 118 neutronen | stabiel met 118 neutronen |
| 197Pt               | syn                 | 19,8915 h                 | β−                        | 0,719                     | 197Au                     |
| 198Pt               | 7,2                 | stabiel met 120 neutronen | stabiel met 120 neutronen | stabiel met 120 neutronen | stabiel met 120 neutronen |

In de natuur komen vijf stabiele isotopen en één radioactieve met een zeer lange halveringstijd voor. Daarnaast zijn er een aantal andere instabiele isotopen bekend, waarvan 193Pt een halveringstijd van 50 jaar heeft.

## Toxicologie en veiligheid
Metallisch platina is onschadelijk. Platinaverbindingen zijn veelal zeer giftig, maar worden zelden aangetroffen. Complexe platinaverbindingen, zoals cisplatine, worden gebruikt bij de bestrijding van kanker door chemotherapie. Deze middelen hebben aanzienlijke bijwerkingen. Voor de volksgezondheid is platina geen probleem, omdat het in het milieu nagenoeg niet voorkomt. Het is ook zo kostbaar dat het vrijwel altijd loont platina-afval op te werken.

## Handel en belegging
Platina is een kostbaar edelmetaal, meestal zelfs duurder dan goud. Op de internationale goederenmarkten wordt de prijs uitgedrukt in Amerikaanse dollars per troy ounce, dat is iets meer dan 31,1 gram. Op 4 maart 2008 bereikte platina de recordprijs van 2273 dollar per ounce.